# Klasztor benedyktynek z kaplicą św. Piotra w Mdinie
Klasztor benedyktynek z kaplicą św. Piotra w Mdinie (malt. Monasteru tas-Sorijiet Benedittini bil-kappella ta’ San Pietru, ang. St Peter's Church and the Monastery) – rzymskokatolicki żeński klasztor benedyktynek znajdujący się przy Triq Villegaignon w Mdinie na Malcie. Klasztor podlega archidiecezji maltańskiej zaś kaplica wchodzi w skład parafii katedralnej w Mdinie.

## Historia klasztoru
W starożytności na terenie Mdiny istniał szpital pod wezwaniem św. Piotra, przeznaczony wyłącznie dla kobiet, który na początku XV wieku został przekształcony w żeński zakon kontemplacyjny reguły św. Benedykta, zachowując jednak swoje pierwotne wezwanie św. Piotra. Chociaż data założenia klasztoru św. Piotra jest niepewna, przypuszcza się, że ta najstarsza placówka zakonna na Malcie powstała około 1418/1430 (niektóre źródła podają 1455, z fundacji papieża Kaliksta III).

W 1625 klasztor oraz kaplica św. Piotra zostały odnowione dzięki hojności biskupa Baldassare Cagliaresa.
 
W latach 80. XVII wieku, a następnie w 20. XVIII wieku zakonnice zakupiły przyległe ogrody i budynki, a następnie przebudowały klasztor, dostosowując go do swoich potrzeb na dużym terenie, który zajmuje obecnie.

W klasztorze znajduje się krypta, w której pochowane są mniszki zmarłe w klasztorze na przestrzeni wieków.

### Muzeum

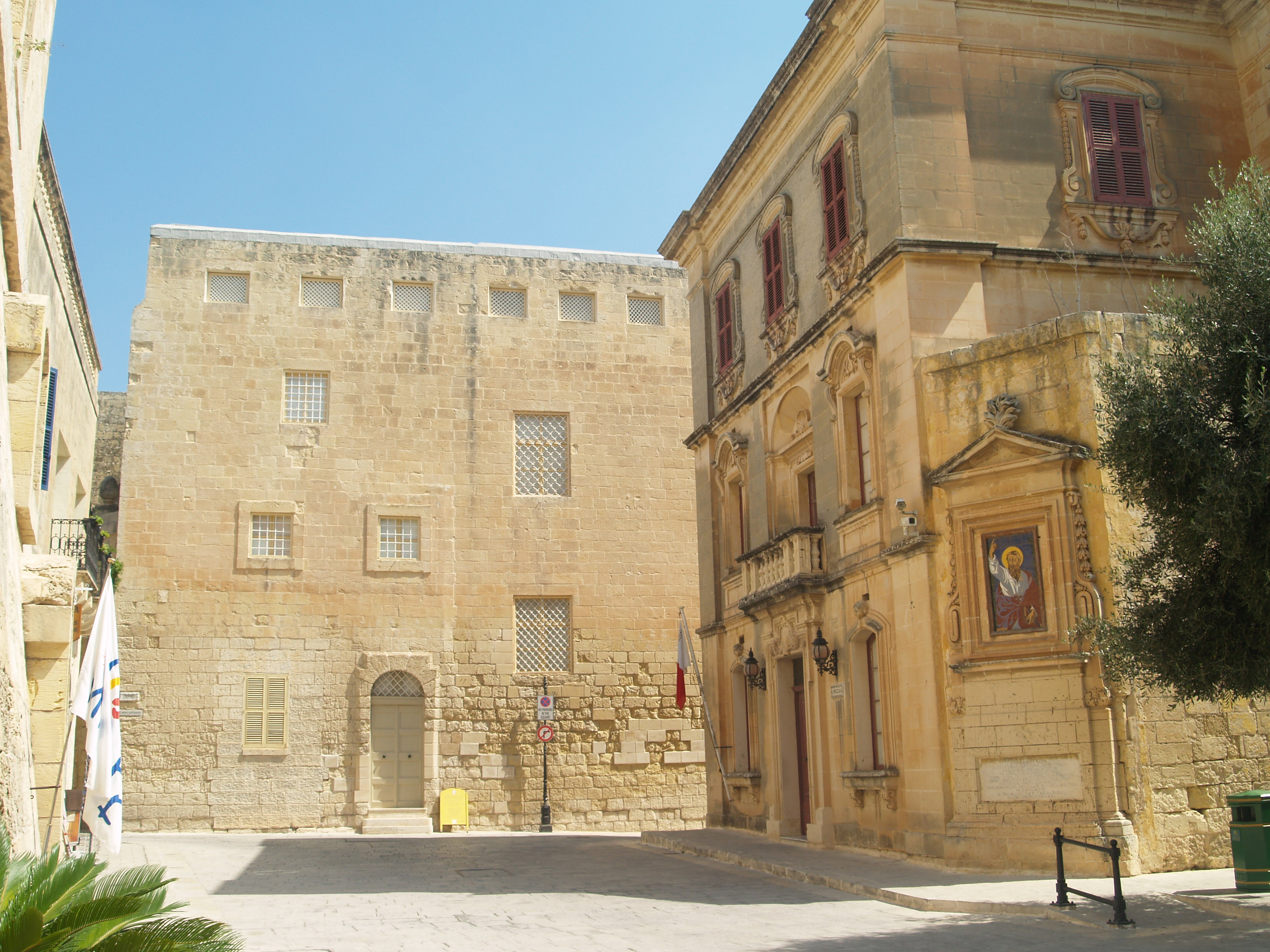
Budynek klasztorny (w głębi), w którym znajduje się muzeum; wejście przez drzwi widoczne na fotografii.

W czerwcu 2023 jedno skrzydło budynków klasztornych od strony Pjazza San Publju zostało przekształcone w muzeum klasztorne. Prezentowane są w nim przedmioty gospodarstwa domowego, w tym narzędzia do robienia butów, które kiedyś były używane przez zakonnice w życiu codziennym, a także przedmioty o znaczeniu kościelnym, kulturalnym, duchowym i artystycznym.

Zgodnie z regułami św. Benedykta klasztor katolicki musiał być samowystarczalny, a wszystko, co było produkowane przez siostry klauzurowe na potrzeby codziennego życia, należało do nich. Obejmowało to wszystko, od butów po dywany i gobeliny, wodę z kwiatu pomarańczy, syrop z chleba świętojańskiego, marmoladę, a także typowy benedyktyński napój z esencji migdałowej i benedyktyńskich słodyczy.

Zwiedzający mają także dostęp do pomieszczeń bł. Marii Adeodaty Pisani, która mieszkała w tym miejscu przez 27 lat, a zmarła w 1855 w wieku 48 lat. 
Ekspozycja jest dostępna od poniedziałku do piątku w godzinach 9–17.

## Kaplica św. Piotra
Kaplicę ufundował biskup Giacomo Valguarneri, który był biskupem Malty w latach 1495–1501. W 1555 biskup Domenico Cubelles zostawił opis kaplicy, w którym stwierdził, iż była ona dobrze utrzymana i niczego w niej nie brakowało, a także znajdowało się tam wiele złotych i srebrnych przedmiotów, haftowane szaty sakralne z jedwabiu i aksamitu, oraz mszały pokryte skórą. Zawierała także wiele obrazów, w tym dzieła Salvo d’Antonio, obecnie w Muzeum Katedralnym. W 1575 kaplicę odwiedził prałat Pietro Dusina, wizytator apostolski. W 1625 kaplica została przebudowana dzięki hojności biskupa Baldassare Cagliaresa.

### Wygląd zewnętrzny
Kaplica w obecnym kształcie została zbudowana w 1625, głównie przy pomocy biskupa Baldassere Cagliaresa. Przypuszcza się, że jej architektem był Tommaso Dingli.

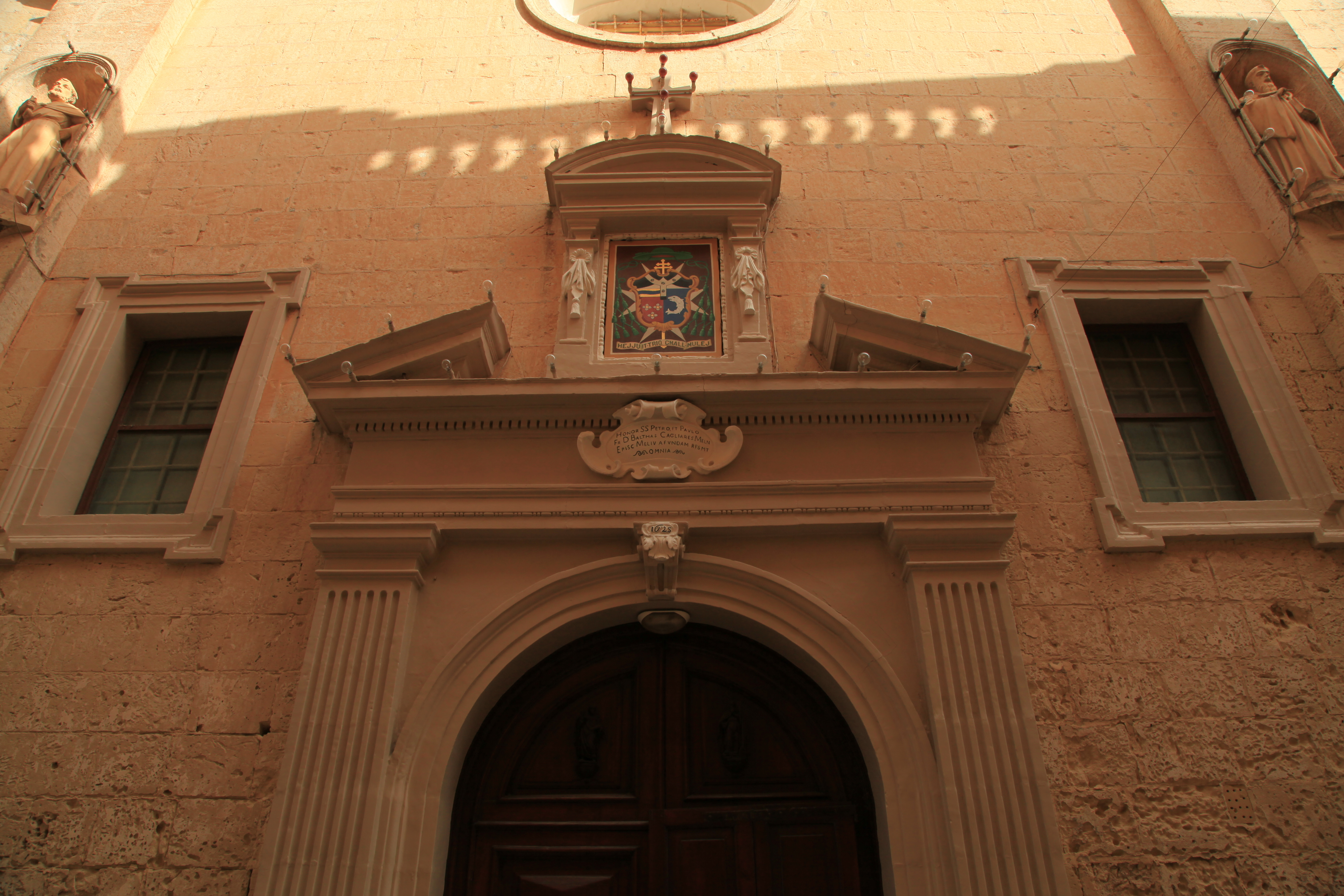
Fasada kaplicy św. Piotra

Fasada kaplicy stanowi część muru klasztoru. Dwa wysokie pilastry porządku toskańskiego podtrzymują belkowanie, z którego wznosi się wysoki mur zakrywający część klasztoru. Pośrodku tych pilastrów znajdują się dwie nisze z posągami św. Piotra i św. Benedykta.

Drzwi w stylu renesansowym, zaokrąglone, z wąskimi pilastrami w stylu toskańskim po bokach, podnoszącymi belkowanie, na którym znajduje się podzielony trójkątny fronton. Wyżej znajduje się rodzaj małej wnęki z herbem biskupim, na której wsparty jest mały segmentowy fronton.

W fasadzie znajdują się trzy okna, jedno okrągłe wysoko nad drzwiami i dwa prostokątne z boku, umieszczone na wysokości frontonu nad drzwiami. Służą one jedynie do doświetlenia kościoła.

### Wnętrze kaplicy
Kaplica na rzucie prostokąta, nakryta kasetonowym sklepieniem kolebkowym. W kaplicy jest jeden marmurowy ołtarz, zaprojektowany w 1753 przez Francesco Zahrę, po bokach którego znajdują się dwa zakratowane okna, przez które siostry zakonne mogą śledzić ceremonie w kaplicy. Nad każdym z okien wznosi się para pilastrów porządku korynckiego, pomiędzy którymi znajdują się owalne obrazy, jeden przedstawia Chrystusa Zbawiciela Świata, a drugi Świętego Pawła. Tytułowy obraz, wykonany w 1682 przez Mattię Pretiego, znajdujący się w XVII-wiecznym dużym kamiennym reredos, przedstawia Madonnę z Dzieciątkiem wraz ze św. Piotrem, św. Benedyktem i jego siostrą św. Scholastyką. Był to prezent od biskupa Moliny (1678–82), jego herb jest widoczny na obrazie. W kaplicy znajdują się dwa inne obrazy, wybitne dzieła Francesco Zahry, które przedstawiają Chrystusa ukazującego się swojej Matce po Zmartwychwstaniu (1746), oraz Madonnę z Pilar (1746).
W kasetonach na sklepieniu, w dolnym rzędzie znajduje się jeszcze dziesięć obrazów świętych, pięć z jednej strony przedstawia św. Martę, św. Rosę z Limy, św. Katarzynę ze Sieny, św. Dominika i św. Michała, a pozostałe św. Teresę z Avila, św. Brygidę, św. Klarę, św. Franciszka z Asyżu i Anioła Stróża.
W ścianach bocznych znajdują się dwie nisze. W jednym umieszczone są szczątki męczennicy św. Felicissimy, a w drugim urna ze szczątkami bł. Adeodaty Pisani. Nad drzwiami kaplicy znajduje się zamknięta galeria, z której siostry zakonne mogą uczestniczyć w uroczystościach w kaplicy.

## Kościół dziś
Kaplica jest w bardzo dobrym stanie i jest regularnie otwarta.

## Ochrona dziedzictwa kulturowego
Od 28 marca 2014 klasztor jest umieszczony w National Inventory of the Cultural Property of the Maltese Islands pod numerem 2196. 